# Georg Ludolf von Wulffen
Georg Ludolf von Wulffen (* 18. Januar 1719 in Driesen; † 31. März 1792 in Berlin) war ein preußischer Generalmajor, Chef des gleichnamigen Dragonerregiments sowie Erbherr auf Fürstenfeld und Büssow (Kreis Friedeberg-Neumark).

## Leben

### Herkunft
Seine Eltern waren der Erbherr von Stubbenhagen Kurt Ludolf von Wulffen (* 5. Juni 1681; † 1726) und dessen Ehefrau Sophie Louise Henriette von Wulffen.

### Militärlaufbahn
Im Jahr 1735 ging Wulffen in preußische Dienste und kam in das Kürassierregiment „Lottum“. Dort wurde er am 26. Januar 1739 Kornett. Im Ersten Schlesischen Krieg nahm er an der Schlacht bei Chotusitz, wo er verwundet wurde, sowie an der Belagerung von Brieg teil. Zudem wurde er am 27. Mai 1742 Leutnant. Im Zweiten Schlesischen Krieg kämpfte er in den Schlachten bei Hohenfriedberg und Kesselsdorf sowie bei der Belagerung von Prag.
Nach dem Krieg wurde er am 7. Juni 1752 Stabsrittmeister und am 19. Juni 1755 zum Rittmeister befördert. Während des Siebenjährigen Krieges wurde er am 11. November 1757 Major und am 22. November 1758 Regimentskommandeur. Wulffen nahm an den Schlachten von Lobositz, Kay, Roßbach und Leuthen teil. Bei dem Gefecht von Maxen geriet er in Gefangenschaft, aus der er erst 1763 entlassen wurde.
Nach dem Krieg wurde Wulffen am 28. August 1764 Oberstleutnant und am 9. Juni 1769 Oberst. Am 22. September 1772 erhielt er das Dragonerregiment „Czettritz“ und wurde am 18. Juni 1774 Generalmajor. Im Jahr 1782 kam es zu einem Kriegsgerichtsverfahren gegen den General. Er hatte zugelassen, dass sich seine Offiziere während des Bayerischen Erbfolgekriegs, außerhalb der zugewiesenen Quartiere einquartiert hatten. Das führte zu Beschwerden beim Generalstab. Am Ende der Untersuchungen erhielt er zwei Monate Festungshaft und seinen Abschied. König Friedrich II. begnadigte den Generalmajor aber noch und gab ihm eine Pension von 300 Talern.
Er starb am 31. März 1792 in Berlin und wurde am 4. April 1792 auf dem Jerusalemer Friedhof am Halleschen Tor beigesetzt.

### Familie
Wulffen heiratete Johanna Beate Charlotte von der Marwitz (* 28. März 1754; † 2. November 1805), Tochter von Georg Friedrich von der Marwitz (1720–1777) und Johanna Friederike von Nimptsch (* 1723). Das Paar hatte folgende Kinder:
- Johanna Friederike Henriette Helene (* 2. März 1774; † 21. November 1824)

⚭ Friedrich Georg Ludolf von Wulffen (* 26. April 1766; † 31. Oktober 1811) aus dem Hause Tempelberg
⚭ 1812 Wilhelm Philipp Friedrich von Schauroth (* 20. März 1777; † 24. September 1844), Hauptmann
- Georg Friedrich Ludolf Ferdinand (* 2. Mai 1775; † 18. Mai 1827), Rittmeister im Gardes du Corps ⚭ Johanne Karoline von Rauch (* 29. Juli 1777; † 23. April 1829)
- Wilhelm August (1782–1841), preußischer Generalmajor ⚭ Marie Luise von Wenge (* 1797; † 1. Mai 1866), ab 1864 Linie Wenge-Wulffen
- Henriette Ernestine